# Kościół Świętego Krzyża w Suminie
Kościół Świętego Krzyża w Suminie – rzymskokatolicki kościół parafialny należący do parafii pod tym samym wezwaniem (dekanat czernikowski diecezji włocławskiej).
Obecna świątynia została wzniesiona w 1897 roku, natomiast w 1901 roku kościół został konsekrowany. Do 1925 roku parafia w Suminie należała do diecezji płockiej, a następnie została włączona do diecezji włocławskiej. Od 1939 roku zarząd nad nią sprawowali proboszczowie z Kikoła. Dopiero od 1955 roku jest to parafia ze stałym proboszczem.
Budowla reprezentuje styl neogotycki, została wzniesiona na zrębie murów gotyckich, jest orientowana, na planie prostokąta. Świątynia jest murowana w dolnych partiach ścian z cegły w układzie polskim, z użyciem zendrówki, natomiast na ścianie wschodniej w układzie zygzakowatym. Kościół jest trzyprzęsłowy, z kwadratową wieżą od strony zachodniej i późniejszą zakrystią od strony północnej. Wnętrze jest nakryte płaskimi stropami. W wejściu do zakrystii znajduje się późnogotycki portal z XV lub początku XVI wieku, zamknięty półkoliście, natomiast w ścianie zachodniej, w grubości murów zachowały się pierwotne schody na wieżę i strych. Wystrój wnętrza i wyposażenie reprezentują styl barokowy.